# 乙酸辛酯
乙酸辛酯（英語：Octyl acetate）是一种乙酸酯，化学式CH3COO(CH2)7CH3,可由1-辛醇和乙酸通过Fischer酯化反应合成。在橙、葡萄柚等柑橘属中含有乙酸辛酯。

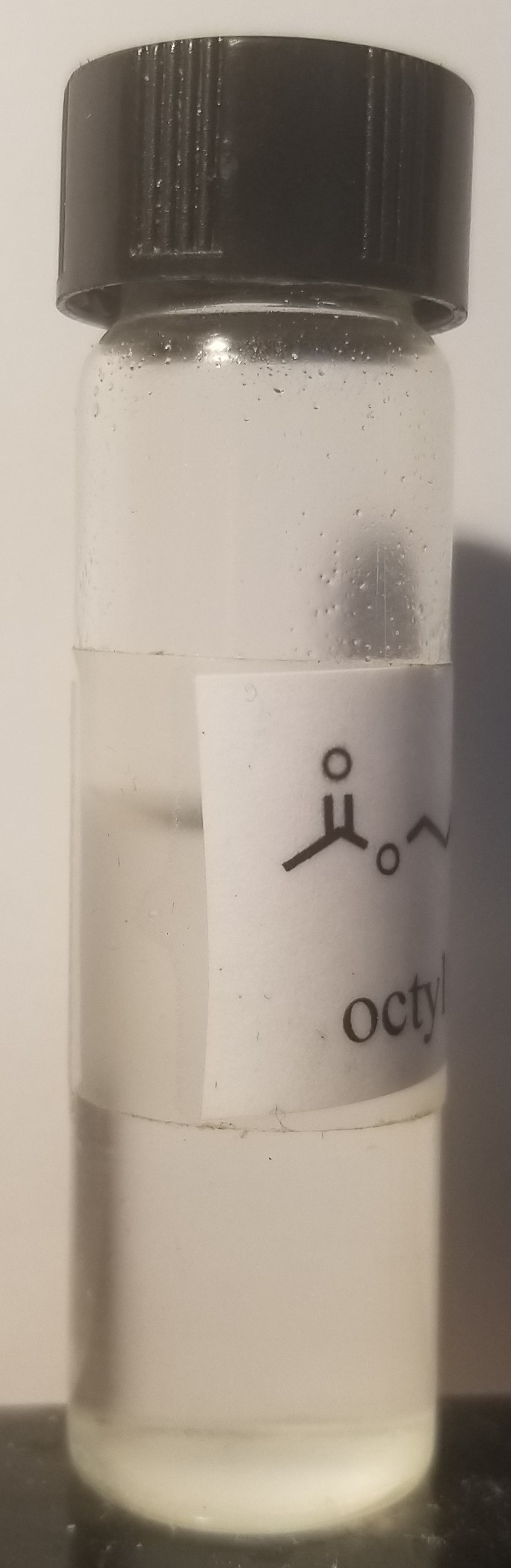
乙酸辛酯常温下为无色透明液体